# Moriz Probst
Moriz (Moritz) Probst (ur. 1 października 1867 w Deutschlandsbergu, zm. 21 marca 1923 w Wiedniu) – austriacki lekarz psychiatra i neuroanatom.

## Życiorys
Uczęszczał do gimnazjum w Grazu, następnie studiował medycynę na Uniwersytecie w Grazu. Po otrzymaniu tytułu doktora medycyny pracował jako asystent w tamtejszej Klinice Neurologiczno-Psychiatrycznej u Gabriela Antona.
Od 1895 do 1899 lekarz asystent w stanie spoczynku 3 Pułku Piechoty k.k. Landwehry (k.k. Landwehr Infanterie-Regiment). Od 1899 do 1903 lekarz asystent w 1 Pułku Piechoty k.k. Landwehry.
Od 1898 asystent (Assistenzarzt), potem sekundariusz (Sekundararzt) w wiedeńskim szpitalu dla psychicznie chorych (Wiener Irrenanastalt) u Adalberta Tilkowsky’ego. Od 1900 roku psychiatra sądowy w Wiedniu, później pracował w laboratorium neuroanatomicznym przy Landesirrenanstalt. W 1920 otrzymał tytuł radcy medycznego (Medizinalrat). Zmarł 21 marca 1923 w Wiedniu.

## Dorobek naukowy
Opisał tzw. pęczki Probsta. Z jego nazwiskiem wiążą się też eponimy spoidła Probsta (spoidła wstęgi bocznej) i szlaku Probsta. Był autorem 46 prac naukowych.

## Lista prac
- Zur multiplen Herdsklerose[9]. 1898
- Experimentelle Untersuchungen über das Zwischenhirn und dessen Verbindungen besonders die sogenannte Rindenschleife[10]. 1898
- Ueber die Folgen der spinalen Kinderlähmung auf die höber gelegenen Nervencentren. Wiener klinische Wochenschrift 11, ss. 729-736, 1898
- Zu den fortschreitenden Erkrankungen der motorischen Leitungsbahnen[11]. 1898
- Zur Kenntniss der Pyramidenbahn. Normale und anormale Pyramidenbündel und Reizversuche der Kleinhirnrinde[12]. 1899
- Ueber die Localisation des Tonvermögens[13]. 1899
- Ueber vom Vierhügel, von der Brücke und vom Kleinhirn absteigende Bahnen (Monakow'sches Bündel, Vierhügel-Vorderstrangbahn, Kleinhirn-Vorderstrangbahn, dorsales Längsbündel, cerebrale Trigeminuswurzel und andere motorische Haubenbündel)[14]. 1899
- Physiologische, anatomische und pathologisch-anatomische Untersuchungen des Sehhügels[15]. 1900
- Experimentelle Untersuchungen über die Anatomie und Physiologie des Sehhügels[16]. 1900
- Zur Anatomie und Physiologie experimentaller Zwischenhirnverletzungen[17]. 1900
- Ueber den Verlauf der Sehnervenfasern und deren Endigung im Zwischen- und Mittelhirn[18]. 1900
- Zur Anatomie und Physiologie experimenteller Zwischenhirnverletzungen[17]. 1900
- Experimentelle Untersuchungen über die Schleifenendigung, die Haubenbahnen, das dorsale Längsbündel und die hintere Commissur[19]. 1900
- Sickinger, Probst. Ueber die Resultate der Anwendung des Sanatogens. Wiener medizinische Presse 41, ss. 1047-1050, 1900
- Ueber einen Fall vollständiger Rindenblindheit und vollständiger Amusie[20]. 1901
- Zur Kenntniss des Sagittalmarkes und der Balkenfasern des Hinterhauptlappens. Jahrbücher für Psychiatrie und Neurologie 20, ss. 320-342 + 2 pl., 1901
- Zur Kenntnis des Bindearmes, der Haubenstrahlung und der Regio subthalamica[21]. 1901
- Ueber den Verlauf und die Endigung der Rinden-Sehhügelfasern des Parietallappens, sowie Bemerkungen über den Verlauf des Balkens, des Gewölbes, der Zwinge und über den Ursprung des Monakow'schen Bündels. Archiv für Anatomie und Entwicklungsgeschichte ss. 357-370 + 2 pl., 1901
- Ueber arteriosklerotische Veränderungen des Gehirns und deren Folgen[22]. 1901
- Zur Anatomie und Physiologie des Kleinhirns[23]. 1901
- Zur Kenntnis des Faserverlaufes des Temporallappens, des Bulbus olfactorius, der vorderen Commissur und des Fornix nach entsprechenden Extirpations- und Durchschneidungsversuchen. Archiv für Anatomie und Entwicklungsgeschichte ss. 338-356 + 2 pl., 1901
- Ueber Geistesstörungen nach Bleivergiftung[24]. 1901
- Ueber den Hirnmechanismus der Motilität; experimentelle Untersuchungen über Rindenabtragungen, Schweifkernverletzungen, Sehhügelverletzungen, Kapselverletzungen, Hirnschenkelfussverletzungen, vollständige Abtrennung des Grosshirns und Sehhügels, Halbscheidendurchschneidungen in der vorderen Zweihügelgegend, in der Brücke, im verlängerten Marke und im Rückenmark nebst diesbezüglichen Rindenreizversuchen; über vollständigen Mangel des Hirnschenkelfusses und einer Pyramide und über experimentelle Epilepsie. Jahrbücher für Psychiatrie und Neurologie 20, ss. 181-291 + 8 pl., 1901
- Ueber den Bau des vollständig balkenlosen Grosshirnes sowie über Mikrogyrie und Heterotopie der grauen Substanz[25]. 1901
- Ueber den Verlauf der centralen Sehfasern (Rinden-Sehhügelfasern) und deren Endigung im Zwischen- und Mittelhirne und über die Associations- und Commissurenfasern der Sehsphäre[26]. 1901
- Ueber Anatomie und Physiologie des Kleinhirns[23]. 1902
- Ueber Pachymeningitis cervicalis hypertrophica und über Pachymeningitis interna hæmorrhagica bei chronisch fortschreitenden Verblödungsprocessen in der Jugend[27]. 1902
- Probst M, Wieg K. Ueber die klinischen und anatomischen Ergebnisse eines Kleinhirntumors. Jahrbücher für Psychiatrie und Neurologie 21, ss. 211-228, 2 pl., 1902
- Experimentelle Untersuchungen über die Anatomie und Physiologie der Leitungsbahnen des Gehirnstammes. Archiv für Anatomie und Entwicklungsgeschichte Suppl.-Bd., ss. 147-254 + 3 pl., 1902
- Zur Kenntnis der Schleifenschicht und über centripetale Rückenmarksfasern zum Deiters'schen Kern, zum Sehhügel und zur Substantia reticularis[28]. 1902
- Ueber die Bedeutung des Sehhügels. Wiener klinische Wochenschrift 15, ss. 932-937, 1902
- Ueber Rindenreizungen nach Zerstörung der primären und sekundären motorischen Bahnen, über die Bedeutung der motorischen Haubenbahnen, über Sehhügelrindenfasern der Hörsphäre, über Commissurenfasern im Tractus opticus, über die Haubenstrahlungscommissur und über das dorsale Längsbündel[29]. 1902
- Ueber Paraldehyddelir und über die Wirkungen des Paraldehydes, sowie Bemerkungen über anderweitige Schlafmittel[30]. 1903
- Ueber die anatomischen und physiologischen Folgen der Halbseitendurchschneidung des Mittelhirns. Jahrbücher für Psychiatrie und Neurologie 24, ss. 219-325, 3 pl., 1903
- Zur Kenntnis der Grosshirnfaserung und der cerebralen Hemiplegie. Sitzungsberichte der Kaiserlichen Akademie der Wissenschaften. Mathematisch-Naturwissenschaftliche Klasse 112, 3. Abt., 581-682 + 7 pl., 1903
- Zur Kenntnis der amyotrophischen Lateralsklerose in besonderer Berücksichtigung der klinischen und pathologisch anatomischen cerebralen Veränderungen, sowie Beiträge zur Kenntnis der progressiven Paralyse. Sitzungsberichte der Kaiserlichen Akademie der Wissenschaften. Mathematisch-Naturwissenschaftliche Klasse 112, 3. Abt., 683-824, 1903
- Ueber die Rinden-Sehhügelfasern des Riechfeldes, über das Gewölbe, die Zwinge, die Randbogenfasern, über die Schweifkernfaserung und über die Vertheilung der Pyramidenfasern im Pyramidenareal. Archiv für Anatomie und Entwicklungsgeschichte ss. 138-152 + 1 pl., 1903
- Ueber die Leitungsbahnen des Grosshirns mit besonderer Berücksichtigung der Anatomie und Physiologie des Sehhügels. Jahrbücher für Psychiatrie und Neurologie 23, ss. 18-106 + 10 pl., 1903
- Zur Kenntnis der Hirnlues und über die Zwischenhirn-Olivenbahn, sowie Bemerkungen über den frontalen Anteil des Brückengraues, über das Monakowsche Bündel und die Pyramidenbahn. Jahrbücher für Psychiatrie und Neurologie 23, ss. 350-381 + 3 pl., 1903
- Zur Klinik und Anatomie fortschreitender Verblödungsprozesse im Kindesalter. Wiener medizinische Wochenschrift 53, ss. 1197; 1256, 1903
- Zur Lehre von der Mikrocephalie und Makrogyrie[31]. 1904
- Gehirn und Seele des Kindes. Berlin: Reuther & Reichard, 1904 148 ss.
- Weitere Untersuchungen über die Grosshirnfaserung und über Rindenreizversuche nach Ausschaltung verschiedener Leitungsbahnen. Sitzungsberichte der Kaiserlichen Akademie der Wissenschaften. Mathematisch-Naturwissenschaftliche Klasse 114, 3. Abt., ss. 173-312, 1905
- Ueber die Kommissur von Gudden, Meynert und Ganser über die Folgen der Bulbusatrophie auf die zentrale Sehbahn[32]. 1905
- Ueber die zentralen Sinnesbahnen und die Sinneszentren des menschlichen Gehirnes. Sitzungsberichte der Kaiserlichen Akademie der Wissenschaften. Mathematisch-Naturwissenschaftliche Klasse 115, 3 Abt., ss. 103-176 + 5 pl., 1906
- Zur Kenntnis der Entwicklungshemmungen des Gehirnes[33]. 1918